# Handball-Bundesliga 1966/67
Die Bundesliga-Saison 1966/67 war die erste der zweigleisigen Spielzeiten in der Geschichte der Handball-Bundesliga.

## Saisonverlauf
16 Mannschaften, die sich über die Regionalmeisterschaften der Vorsaison qualifiziert hatten, spielten in einer Nord- und einer Süd-Staffel zu je acht Mannschaften um die Qualifikation für das Finalspiel zur deutschen Meisterschaft 1967.
Die beiden Staffelsieger trafen im Endspiel um die deutsche Handballmeisterschaft am 25. März 1967 in der Westfalenhalle in Dortmund aufeinander. Deutscher Meister wurde zum zweiten Mal in der Vereinsgeschichte der Titelverteidiger und Sieger der Nordstaffel, der VfL Gummersbach, der den Meister der Staffel Süd, TV Hochdorf, deutlich besiegte. Absteigen mussten der RSV Mülheim, der SV St. Georg Hamburg, der TV 05 Hochelheim und der TSV 1861 Zirndorf.
Der VfL Gummersbach gewann außerdem den Europapokal der Landesmeister.

## Statistiken

### Abschlusstabellen

#### Staffel Nord
| Pl. | Verein                  | Sp. | S  | U | N  | Tore      | Diff. | Punkte  |
| --- | ----------------------- | --- | -- | - | -- | --------- | ----- | ------- |
| 1.  | VfL Gummersbach (M)     | 14  | 13 | 0 | 1  | 0287:1760 | +111  | 026:20  |
| 2.  | TSV Grün-Weiß Dankersen | 14  | 9  | 1 | 4  | 0290:2150 | +75   | 019:90  |
| 3.  | Hamburger SV            | 14  | 9  | 0 | 5  | 0221:1990 | +22   | 018:100 |
| 4.  | TuS 05 Wellinghofen     | 14  | 6  | 1 | 7  | 0165:1710 | −6    | 013:150 |
| 5.  | Polizei SV Hannover     | 14  | 5  | 2 | 7  | 0200:2380 | −38   | 012:160 |
| 6.  | VfL Bad Schwartau       | 14  | 5  | 2 | 7  | 0197:2370 | −40   | 012:160 |
| 7.  | RSV Mülheim             | 14  | 3  | 2 | 9  | 0174:2180 | −44   | 08:200  |
| 8.  | SV St. Georg Hamburg    | 14  | 2  | 0 | 12 | 0186:2660 | −80   | 04:240  |

##### Kreuztabelle
Die Kreuztabelle stellt die Ergebnisse der Spiele der Staffel Nord dieser Saison dar.
Die Heimmannschaft ist in der linken Spalte, die Gastmannschaft in der oberen Zeile aufgelistet.
| Bundesliga 1966/67 Staffel Nord | VfL Gummersbach | TSV Grün-Weiß Dankersen | Hamburger SV | TuS 05 Wellinghofen |       | VfL Bad Schwartau | RSV Mülheim | SV St. Georg Hamburg |
| ------------------------------- | --------------- | ----------------------- | ------------ | ------------------- | ----- | ----------------- | ----------- | -------------------- |
| VfL Gummersbach                 |                 | 23:13                   | 11:10        | 09:40               | 33:17 | 23:12             | 22:10       | 37:13                |
| TSV Grün-Weiß Dankersen         | 14:15           |                         | 16:18        | 22:12               | 23:12 | 25:17             | 29:70       | 29:14                |
| Hamburger SV                    | 12:14           | 18:19                   |              | 20:15               | 15:14 | 17:18             | 16:14       | 15:18                |
| TuS 05 Wellinghofen             | 14:11           | 14:11                   | 14:15        |                     | 14:11 | 10:11             | 07:70       | 16:10                |
| Polizei SV Hannover             | 11:23           | 18:18                   | 09:18        | 16:80               |       | 11:11             | 12:19       | 20:14                |
| VfL Bad Schwartau               | 15:24           | 13:18                   | 12:19        | 17:15               | 17:22 |                   | 15:12       | 12:10                |
| RSV Mülheim                     | 13:21           | 18:27                   | 11:12        | 04:80               | 11:12 | 15:15             |             | 17:90                |
| SV St. Georg Hamburg            | 18:21           | 16:26                   | 14:16        | 07:14               | 14:15 | 16:12             | 13:16       |                      |

#### Staffel Süd
| Pl. | Verein                  | Sp. | S  | U | N  | Tore      | Diff. | Punkte  |
| --- | ----------------------- | --- | -- | - | -- | --------- | ----- | ------- |
| 1.  | TV Hochdorf             | 14  | 10 | 2 | 2  | 0186:1590 | +27   | 022:60  |
| 2.  | SG Leutershausen        | 14  | 10 | 1 | 3  | 0245:1840 | +61   | 021:70  |
| 3.  | TSV Birkenau            | 14  | 6  | 3 | 5  | 0218:1910 | +27   | 015:130 |
| 4.  | Reinickendorfer Füchse* | 13  | 6  | 1 | 6  | 0187:1760 | +11   | 013:130 |
| 5.  | TuS 1860 Neunkirchen*   | 13  | 4  | 4 | 5  | 0189:2030 | −14   | 012:140 |
| 6.  | SpVgg 1887 Möhringen    | 14  | 6  | 0 | 8  | 0182:2090 | −27   | 012:160 |
| 7.  | TV 05 Hochelheim        | 14  | 3  | 3 | 8  | 0180:2090 | −29   | 09:190  |
| 8.  | TSV 1861 Zirndorf       | 14  | 3  | 0 | 11 | 0153:2090 | −56   | 06:220  |

*0Das Spiel TuS Neunkirchen – Reinickendorfer Füchse (14:13) wurde annulliert und das Wiederholungsspiel nicht ausgetragen.

##### Kreuztabelle
Die Kreuztabelle stellt die Ergebnisse der Spiele der Staffel Süd dieser Saison dar.
Die Heimmannschaft ist in der linken Spalte, die Gastmannschaft in der oberen Zeile aufgelistet.
| Bundesliga 1966/67 Staffel Süd | TV Hochdorf | SG Leutershausen | TSV Birkenau | Reinickendorfer Füchse | TuS 1860 Neunkirchen | SpVgg 1887 Möhringen | TV 05 Hochelheim | TSV 1861 Zirndorf |
| ------------------------------ | ----------- | ---------------- | ------------ | ---------------------- | -------------------- | -------------------- | ---------------- | ----------------- |
| TV Hochdorf                    |             | 9:20             | 13:12        | 14:11                  | 14:8                 | 18:12                | 20:10            | 16:11             |
| SG Leutershausen               | 12:13       |                  | 21:15        | 21:13                  | 21:12                | 11:12                | 30:21            | 19:10             |
| TSV Birkenau                   | 13:13       | 14:11            |              | 13:8                   | 26:20                | 26:13                | 18:10            | 18:13             |
| Reinickendorfer Füchse         | 14:9        | 13:18            | 19:16        |                        | 14:11                | 24:11                | 12:9             | 17:8              |
| TuS 1860 Neunkirchen           | 10:10       | 15:15            | 21:21        | 14:13                  |                      | 13:11                | 14:13            | 20:13             |
| SpVgg 1887 Möhringen           | 12:14       | 14:18            | 11:9         | 13:11                  | 17:14                |                      | 18:11            | 20:11             |
| TV 05 Hochelheim               | 7:11        | 13:15            | 10:10        | 17:17                  | 14:14                | 16:11                |                  | 17:11             |
| TSV 1861 Zirndorf              | 7:12        | 10:13            | 8:7          | 16:14                  | 14:17                | 13:7                 | 8:12             |                   |

| Legende |                                                                                  |
|         | Staffel-Sieger und somit Teilnehmer am Finale um die deutsche Meisterschaft 1967 |
|         | Absteiger in die Regionalliga                                                    |
| (M)     | Deutscher Handballmeister 1966                                                   |
| (A)     | Aufsteiger aus der Regionalliga                                                  |

## Finale der deutschen Meisterschaft
Das Spiel um die deutsche Meisterschaft wurde am 25. März 1967 zwischen dem Sieger der Staffel Nord und Titelverteidiger VfL Gummersbach und dem Gewinner der Staffel Süd, TV Hochdorf, vor etwa 8000 Zuschauern in der Dortmunder Westfalenhalle ausgetragen. Deutscher Handballmeister 1967 wurde zum zweiten Mal in der Vereinsgeschichte die Mannschaft des VfL Gummersbach, der das Team vom TV Hochdorf deutlich mit 23:7 (8:3) besiegte.

### Meistermannschaft
| 1. | VfL Gummersbach |
|    | - Mannschaft: Klaus Kater, Bernd Podak; Alberts (2), Bölter (2), Jochen Brand (2), Klaus Brand, Jochen Feldhoff (4), Helmut Kosmehl (1), Kriesten (2), Müller (2), Hansi Schmidt (8) - Trainer: Horst Dreischang |